# Reporter Blues
Tony, a Repórter Blues (Reporter Blues em italiano e レポーターブルース, romanizado como "Repōtā Burūsu" em japonês) é uma série de anime Ítalo-japonesa de 1991 produzida por Marco Pagot e Gi Pagot e dirigida por Kenji Kodama.
A série é composta por 52 episódios divididos em duas temporadas e foi coproduzida pelo canal italiano RAI e pela TMS Entertainment.
Em Portugal esta série foi emitida entre 1993/1994 na RTP2 e voltou a repetir em 2004 no mesmo canal como 2:.

## Enredo
A série se passa em Paris entre os anos 20. Tony é uma repórter que passa a trabalhar no diário La voix de Paris com o objetivo de ser uma jornalista conhecida internacionalmente. Ela assina com Alain, um jovem fotógrafo do qual logo ela se apaixona. No entanto, o trabalho não será tão fácil quando forem atrás das notícias, e assim seguem a Madame Lapen: uma mulher milionária de classe social alta, que eles suspeitam que ela possa ser a responsável de vários crimes relacionados com robôs.
Por outro lado, a jovem tem um passatempo, como na noite tocar saxofone em um café da cidade.

## Músicas do anime
Tema de abertura:
- "Paris is a World" por Stelvio Cipriani, Pino Massara e Mario Pagano.

Tema de encerramento:
- "We're Going to Paris" por Stelvio Cipriani, Pino Massara e Mario Pagano.